# Preslava
Preslava Koleva Ivanova (Bulgaars: Преслава Колева Иванова) (Dobritsj, 26 juni 1984), beter bekend als Preslava (Bulgaars: Преслава), is een Bulgaarse popzangeres.

## Discografie
- 2004 - "Preslava"
- 2005 - "Djavolsko zjelanie"
- 2005 - "Best Video Selection DVD"
- 2006 - "Intriga"
- 2007 - "Ne sam angel"
- 2008 - "Best Video Selection 2 DVD"
- 2009 - "Preslava - Hit Collection MP3"
- 2009 - "Pazi se ot prijatelki"
- 2011 - "Kak ti stoi"
- 2013 - "Zlatnite hitove na "Pajner" 16 - Preslava"
- 2014 - "Hitovete na Preslava"
- 2019 - "Da gori v ljoebov"